# Coraza

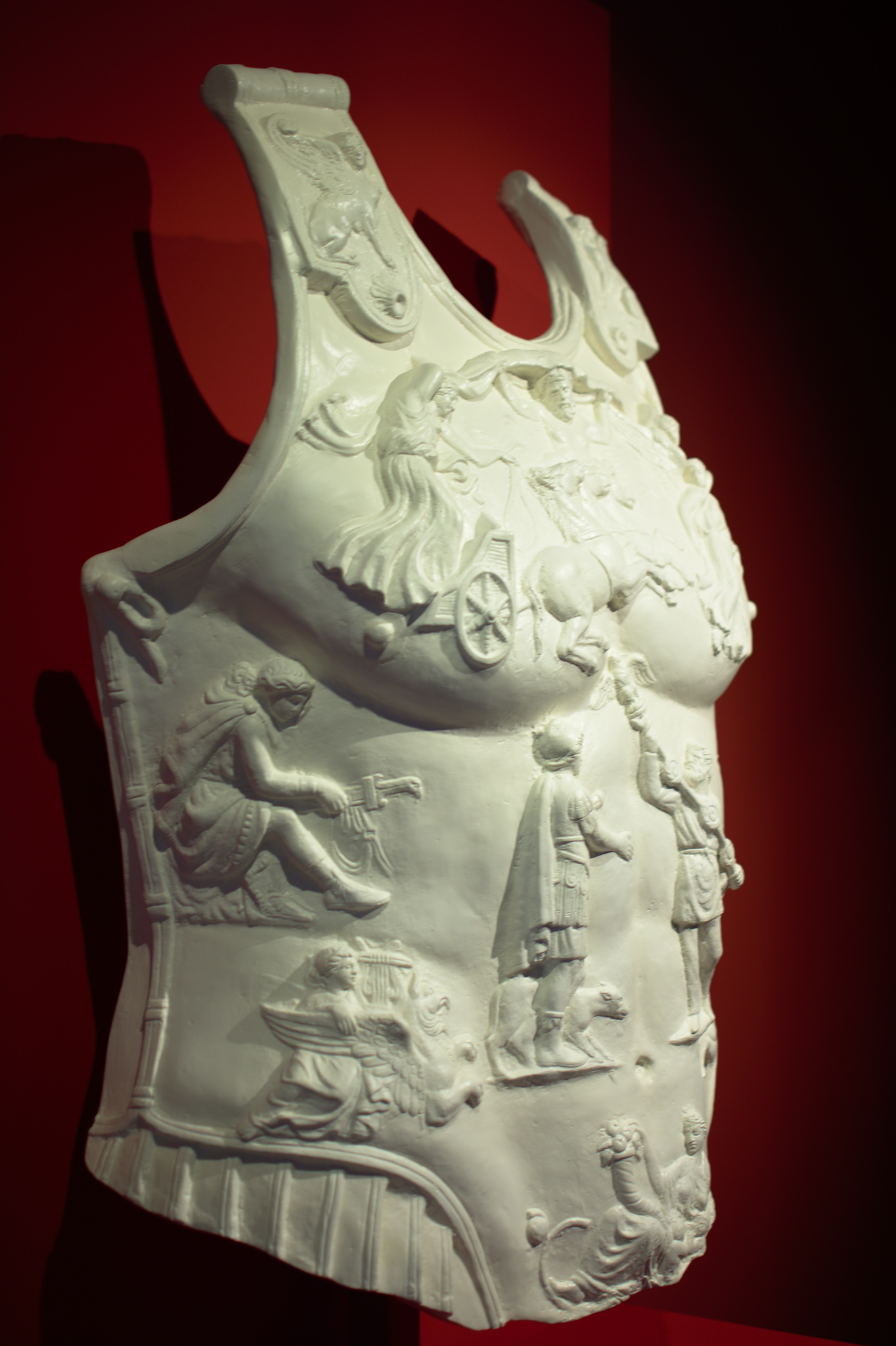
Reproducción de coraza romana.

Una coraza es la parte de una armadura rígida que se coloca en el torso. Una coraza puede estar confeccionada de materiales muy diferentes, entre ellos el hierro, bronce, cuero endurecido, madera de diferentes tipos e incluso mimbre.

## Descripción
Una coraza consistía en una armadura rígida para proteger el torso de un soldado o guerrero. Habitualmente, se componía de dos partes: una para el pecho (llamada peto en el Arnés completo), y una para la espalda (espaldar, en la armadura de placas), aunque también, como en el caso de la lorica segmentata romana, puede tener refuerzos a los costados del cuello para proteger los deltoides y hombreras.

## Tipos de corazas

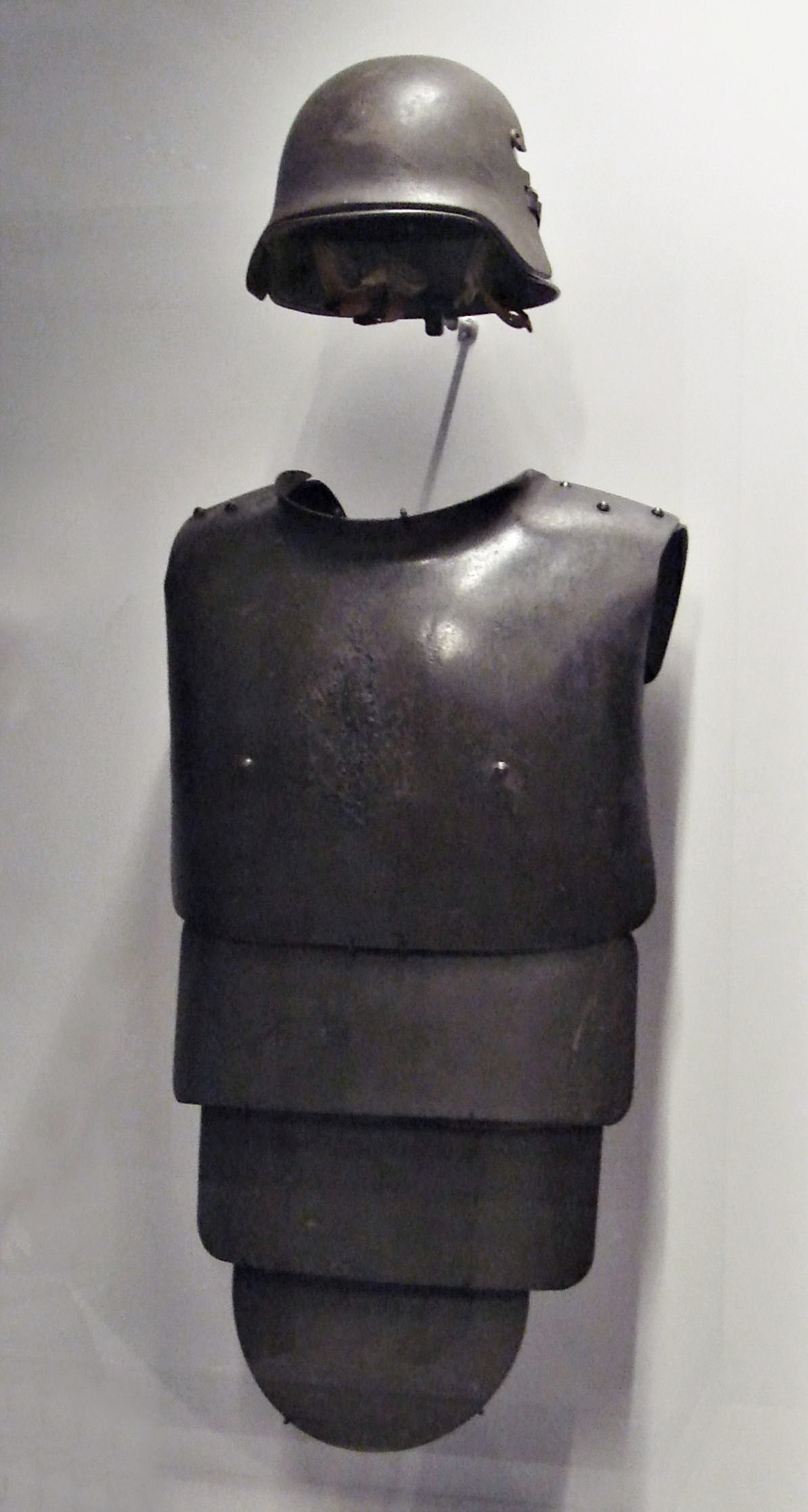
Una coraza de trincheras alemana, de la Primera Guerra Mundial.

Existieron históricamente múltiples tipos de corazas. Aquí se listan algunos:
- Thorax griego: armadura de los hoplitas griegos, usualmente compuesta de cuero endurecido o bronce, con los músculos del soldado esculpidos.
- Linotórax:Una prenda de lino y cuero endurecido, más liviana que el thorax
- Peto y espaldar: En el arnés completo, eran curvos y de acero forjado. Finalmente, fueron reemplazando al arnés completo como una pieza única, para permitir una mayor movilidad.
- Dō japonés: Usualmente de madera esmaltada o cuero, en ocasiones resultaba una alternativa a la armadura lamelar.
- Coraza de trincheras:Durante la Primera Guerra Mundial, los soldados alemanes usaban estas corazas segmentadas para el cuerpo a cuerpo que se daba en la guerra de trincheras.
- Armadura espejo: Una placa de armadura para el pecho muy pulida, en forma de escudo, que se colgaba sobre una brigantina o una cota de mallas. Se creía que protegía a su portador contra males sobrenaturales como el mal de ojo.